# Blood Visions
Albums de Jay Reatard
Watch Me Fall
(2009)
Blood Visions est le premier album studio du chanteur et compositeur punk rock américain Jay Reatard sous son nom, et publié en 2006. Il a précédemment publié d'autres albums avec plusieurs groupes, notamment The Lost Sounds et Reatards.

## Historique
L'album sort en 2006. L'album est le portrait d'un meurtrier aux yeux de lune.
Le morceau Oh It's Such a Shame est repris en 2008 par Deerhunter (pour le split single Fluorescent Grey/Oh, It's Such a Shame) et en 2010 par Arcade Fire lors de leur tournée en première partie de The Suburbs.
Juste avant sa mort en 2010, Jay Reatard vend les droits du disque à Fat Possum Records, après quoi In the Red Records cesse la production et la distribution du disque.
L'album est réédité à l'occasion du Record Store Day en 2016, pour le 10e anniversaire 12 sur vinyle rouge, avec une pochette gatefold et un bonus 7" de démos Blood Visions. La sortie était limitée à 2 000 exemplaires.

## Réception critique
Le magazine de critique musicale en ligne Pitchfork Media place Blood Visions au numéro 200 de sa liste des 200 meilleurs albums des années 2000.

## Liste des pistes
| 1.    | Blood Visions                   | 1:32 |
| 2.    | Greed, Money, Useless Children  | 0:54 |
| 3.    | It's So Easy                    | 1:10 |
| 4.    | My Shadow                       | 3:18 |
| 5.    | My Family                       | 1:43 |
| 6.    | Death Is Forming                | 2:06 |
| 7.    | Oh It's Such a Shame            | 2:28 |
| 8.    | Not a Substitute                | 1:05 |
| 9.    | Nightmares                      | 2:13 |
| 10.   | I See You Standing There        | 1:39 |
| 11.   | We Who Wait (The Adverts Cover) | 2:01 |
| 12.   | Fading All Away                 | 1:28 |
| 13.   | Turning Blue                    | 2:41 |
| 14.   | Puppet Man                      | 1:44 |
| 15.   | Waiting for Something           | 3:16 |
| 29:09 |                                 |      |

## Musiciens
- Jay Reatard : chant, guitare, basse, batterie
- Alix Brown : basse sur I See You Standing There et chant sur We Who Wait